# Maczużnik osi

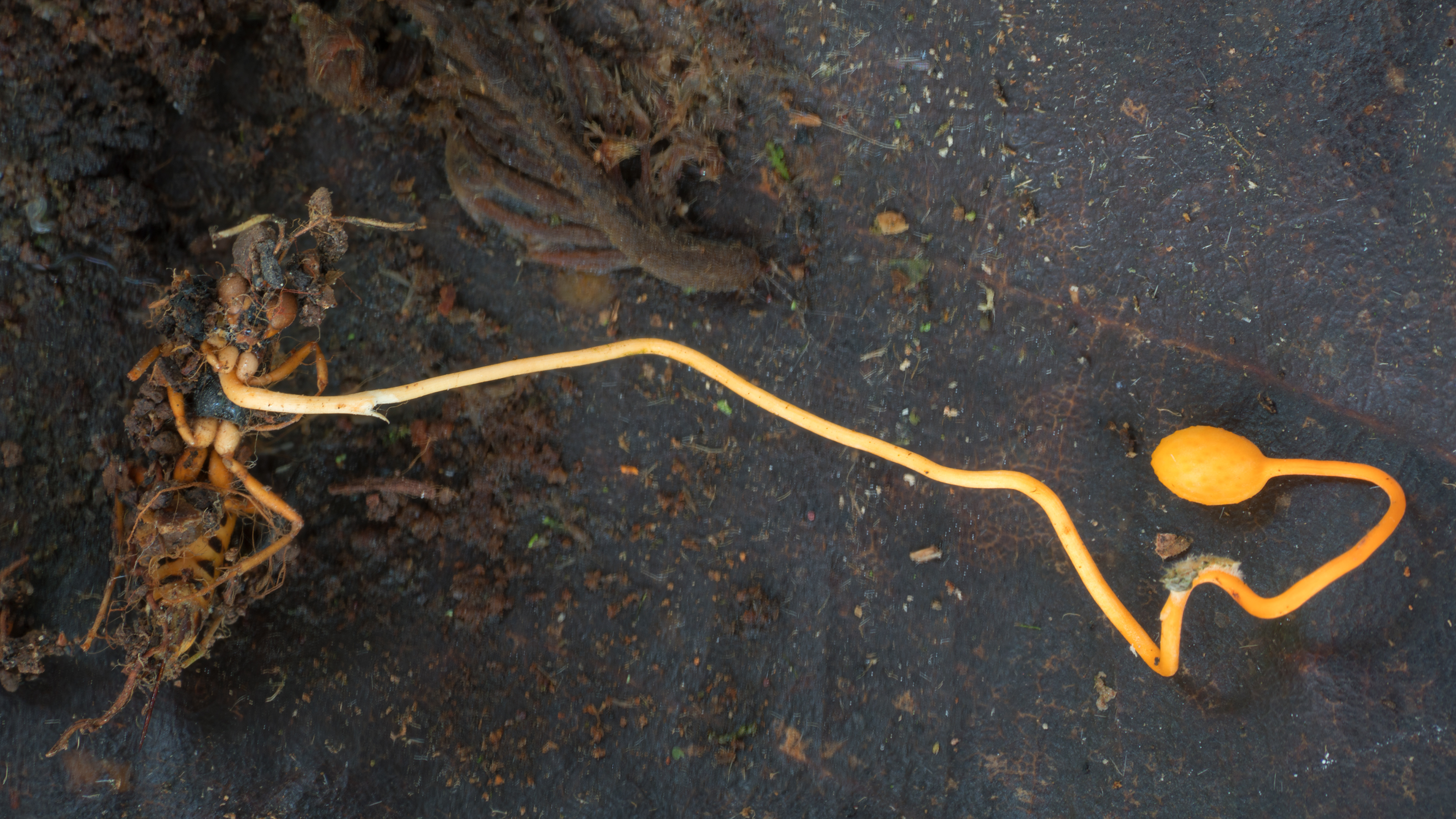

Maczużnik osi (Ophiocordyceps sphecocephala (Klotzsch ex Berk.) G.H. Sung, J.M. Sung, Hywel-Jones & Spatafora) – gatunek grzybów z rodziny Ophiocordycipitaceae.

## Systematyka i nazewnictwo
Pozycja w klasyfikacji według Index Fungorum: Ophiocordyceps, Ophiocordycipitaceae, Hypocreales, Hypocreomycetidae, Sordariomycetes, Pezizomycotina, Ascomycota, Fungi.
Po raz pierwszy zdiagnozowali go w 1843 r. Johann Friedrich Klotzsch i Miles Joseph Berkeley, nadając mu nazwę Sphaeria sphecocephala. Obecną, uznaną przez Index Fungorum nazwę nadali mu G.H. Sung, J.M. Sung, Hywel-Jones i Spatafora w 2007 r.
Nazwę polską podali Barbara Gumińska i Władysław Wojewoda, wówczas gatunek ten zaliczany był do rodzaju Cordyceps (maczużnik). Według Index Fungorum należy jednak do rodzaju Ophiocordyceps, stąd też nazwa polska jest już niespójna z nazwą naukową. Ponadto nazwę maczużnik w 2003 r. Wiesław Fałtynowicz podał dla innego rodzaju grzybów – Sphinctrina.
Synonimy naukowe:
- Ceratonema crabronis Pers., Mycol. eur. (Erlanga) 1: 48
- Cordyceps sphecocephala (Klotzsch ex Berk.) Berk. & M.A. Curtis 1868
- Hirsutella sphecophila (Ditmar) Van Vooren, in Van Vooren & Audibert 2005
- Hymenostilbe sphecophila (Ditmar) Petch, Trans. Br. mycol. Soc. 21(1-2): 55
- Isaria sphecophila Ditmar 1817
- Sphaeria sphecocephala Klotzsch ex Berk. 1843
- Torrubia sphecocephala (Klotzsch ex Berk.) Tul. & C. Tul. 1865[4].

## Morfologia i tryb życia
Po zainfekowaniu owada grzybnia rozrasta się w jego ciele, powodując specyficzne zachowanie owada. Porażony owad wznosi się na najwyższe miejsce na roślinie i umiera, trzymając się jej. Na martwym ciele owada grzyb tworzy maczugowatą podkładkę o wysokości do 6 cm. Składa się ona z żółtawej główki i długiego, białawego trzonu.

## Występowanie
Występuje w Ameryce Północnej, Środkowej i Południowej, Europie, Azji i Afryce. Występuje także w Polsce. Jest rzadki. Jego aktualne stanowiska podaje internetowy atlas grzybów. Znajduje się w nim na liście gatunków zagrożonych, wartych objęcia ochroną.
Maczużnik osi to grzyb entomopatogeniczny będący pasożytem os i innych błonkówek, zwłaszcza z rodzajów Polistes, Tachytes i Vespa.

## Znaczenie
Podobnie jak inne gatunki maczużników, Ophiocordyceps sphecocephala zawiera aktywne biologicznie substancje, badane pod kątem przydatności w medycynie, przede wszystkim w terapii nowotworów. Jest poszukiwany przez chińskich lekarzy i w handlu osiąga wysoką cenę.